# Herberto I de Maine
Herberto I (apodado Despiertaperros, m. 13 de abril de 1035), fue conde de Maine desde 1017 hasta su muerte. Tuvo una carrera turbulenta con una temprana victoria que pudo haber contribuido a su posterior declive.

## Vida
Era el hijo de Hugo III y sucedió a su padre como conde de Maine. Herberto fue, a veces, un vasallo nominal de su vecino Fulco III Nerra, conde de Anjou pero de otro modo se considera independiente y obtuvo el apodo de "Perro despierto" por haber resistido constantemente las intrusiones de sus vecinos angevinos al sur. De la época en que Herberto se convirtió en conde en 1017, estuvo casi constantemente en guerra con Avesgaud de Bellême, el obispo de Le Mans.
En 1016, un joven Herberto se alió con Fulco III en una guerra contra Odón II de Blois. El 6 de julio Odón estaba en camino de atacar la fortaleza de Montrichard. Al descubrir esto, Fulco y Herberto dividieron sus fuerzas para bloquear cualquiera de los dos ataques. Odón acudió imprudentemente contra la fuerza angevina bajo Fulco, conocida como la batalla de Pontlevoy. La gran fuerza de Odón prevaleció y el propio Fulco fue arrojado de su caballo y en peligro de ser asesinado o capturado, pero un mensajero había sido enviado a Herberto para que acudiera inmediatamente. Herberto atacó el flanco izquierdo de las fuerzas de Odón produciendo confusión; la fuerza montada de Odón huyó dejando a sus soldados de a pie que fueron masacrados.  Odón fue completamente derrotado y fue incapaz de desafiar a Fulco de nuevo durante cerca de una década. Mientras esta batalla estableció la reputación de Herberto como un guerrero también empezó a deteriorarse la relación entre Fulco y Herberto.

Mapa del condado de Maine

Volvieron a suscitarse batallas con Avesgaud, obispo de Le Mans y en 1025 Herberto hizo un ataque nocturno al castillo del obispo en Duneau haciendo que Avesgaud huyera a la protección de su hermano Guillermo de Bellême.  Una vez que estuvo a salvo, el obispo excomulgó a Herberto y luego continuó combatiéndolo. No mucho después la excomunión se levantó y se restauró la paz entre ellos cuando Herberto empezó a atacar los territorios del obispo de nuevo.  Esta vez Herberto, con la ayuda del conde Alan III de Rennes, atacó al obispo en su castillo de Le Ferte y redujo su castillo también.
El 7 de marzo de 1025, Fulco Nerra atrajo a Herberto a Saintes con la promesa de darle Saintes como beneficio. Herberto fue capturado y apresado durante dos años hasta que una coalición forzó su liberación. Durante su cautiverio, Fulco había asumido el gobierno de Maine y antes de devolver a Herberto su condado, tomó los territorios del suroeste de Maine incluyendo varias fortalezas, uniéndolas a Anjou. Sölo después de sufrir una completa humillación se le permitió a Herberto quedar libre.
Debido en parte a sus guerras con el obispo Averguado (un aliado de Fulco Nerra) y en parte con su apresamiento, el condado de Maine declinó bajo Herberto I. Construyó el castillo de Sablé pero en 1015 por alguna razón permitió que se convirtiera un señorío independiente bajo los vizcondes de Maine. De la misma manera Chateau-du-Loir, construido al principio del siglo XI, también rápidamente pasó a control de castellanos independientes.
Mientras que monedas simples con sólo un lema en latín Gratia dei rex se habían acuñado bajo la autoridad comital a lo largo del siglo X en Le Mans, en algún momento entre 1020 y 1030 las monedas se acuñaron con el monograma de conde Herberto y el lema signum Dei vivi y siguió con este diseño a lo largo del siglo XII. Las monedas en Le Mans eran de tal peso y buena calidad que eran ampliamente aceptadas por toda la Francia occidental. Herbert murió el 13 de abril de 1035.

## Descendencia
Herberto tuvo cuatro hijos:
- Hugo IV, sucesor, que se casó con Berta de Blois, hija del oponente de Herberto Odón II de Blois.[2]
- Gersenda, casada primero con Teobaldo III de Blois (hijo del oponente de Herberto, Odón II de Blois); se divorció en 1048 y se casó luego con Alberto Azzo, margrave de Milán.[2] Su hijo del segundo matrimonio recuperaría Maine del control normando en 1069, como el conde Hugo V
- Paula (Paule o Paulæ)[b] esposa de Juan de la Fleche, su hijo Elías sucedió a su primo carnal Hugo V como conde de Maine.[2][18]
- Biota, casada con Gautier III de Vexin,[2] y Gautier se apoderó durante breve tiempo de Maine tras la muerte de su sobrino, Herberto II, hijo de Hugo IV, antes de que tanto Gautier como Biota murieran posiblemente por envenenamiento y Guillermo el Conquistador tomara el país.[19]